# ألبرتو مانغويل
ألبرتو مانغويل (بالإسبانية: Alberto Manguel) (ولد عام 1948 في مدينة بوينس آيرس) أرجنتيني المولد كندي الجنسية. يعمل كجامع للأعمال الادبية الهامة، مترجم, محرر، روائي وكاتب مقالات. الف مانغويل العديد من الكتب غير الخيالية مثل قاموس الأماكن الوهمية (كتب بالاشتراك مع جياني جوادالوبي عام 1980), تاريخ القراءة (1996), المكتبة في الليل (2007) وإلياذة وأوديسة هوميروس: سيرة ذاتية (2008). كتب أيضاً العديد من الروايات مثل اخبار جاءت من بلد أجنبي (1991). جميع الكتب التي الفها مانغويل كتبت بالغة الإنجليزية. كما كتب مانغويل أيضاً مجموعه من النقود السينمائية مثل عروس فرانكنشتاين (1997) ومجموعة من المقالات مثل البحث من خلال الزجاج الخشبي (1998), شخصيات مذهلة من عالم الأدب, في عام 2007, اختير مانغويل ليكون محاضر العام خلال محاضرات ميسي المرموقة.
خلال العشرين عام الماضية، حرر مانغويل العديد من الموضوعات الادبية التي تتراوح من الأعمال الجنسية وقصص المثليين إلى قصص الغموض والفنتازيا.

## روابط خارجية
- ألبرتو مانغويل على موقع IMDb (الإنجليزية)
- ألبرتو مانغويل على موقع مونزينجر (الألمانية)
- ألبرتو مانغويل على موقع ميوزك برينز (الإنجليزية)
- www.alberto.manguel.com الموقع الرسمي
- نيويورك تايمز مقالة بواسطة ألبيرتو مانغويل عن مكتبته الخاصة
- Alberto Manguel في مجلة جيست Geist.com
- Alberto Manguel مقبلة تلفزيونية حول كتابة الجديد «قارئ عن القرائة».
- Alberto Manguel Papers, Thomas Fisher Rare Book Library